# سرخرطومی سبزطلایی شکوهمند
سرخرطومی سبزطلایی شکوهمند (نام علمی: Lamprocyphus augustus)، این گونه از تیره سرخرطومی‌ها است. طول سرخرطومی سبزطلائی شکوهمند به ۲۲ تا ۲۵ میلی‌متر می‌رسد. این گونه در برزیل و آرژانتین وجود دارد.
رنگ سبز رنگین‌تاب با بازتاب‌های طلایی از رنگ‌آمیزی ساختاری می‌باشد. این رنگ با ساختار بلوری فوتونی فلس‌های کیتینی ایجاد می‌شود.